# Panulirus penicillatus
Panulirus penicillatus is een tienpotigensoort uit de familie van de Palinuridae. De wetenschappelijke naam van de soort is voor het eerst geldig gepubliceerd in 1791 door Olivier.